# Melanconis nigrospora
Melanconis nigrospora är en svampart som först beskrevs av Peck, och fick sitt nu gällande namn av Lewis Edgar Wehmeyer 1940. Melanconis nigrospora ingår i släktet Melanconis och familjen Melanconidaceae.   Inga underarter finns listade i Catalogue of Life.